# Monte Borcik
Il Monte Borcik (in lingua inglese: Mount Borcik) è una prominente montagna antartica che si innalza fino a circa 2.780 m, situato circa 8 km a sud-sudest del Monte Dietz. È situato nella parte meridionale delle Hays Mountains, catena montuosa che fa parte dei Monti della Regina Maud, in Antartide. 
Il monte fu mappato nel 1960-64 dalla United States Geological Survey (USGS ) sulla base di ispezioni in loco e utilizzando le fotografie aeree scattate dalla U.S. Navy.
La denominazione è stata assegnata dall'Advisory Committee on Antarctic Names (US-ACAN) in onore del Lieutenant Commander Andrew J. Borcik (1931-1999), pilota di voli per le riprese aerofotografiche durante l'Operazione Deep Freeze del 1965-67.